# Thamnophilus punctatus
El batará pizarroso punteado (Thamnophilus punctatus), también denominado tiojorita punteada (en Venezuela), batará pizarroso norteño (en Perú), batará plomizo (en Colombia), batará pizarroso (en Ecuador) o batará tacheté, es una especie de ave paseriforme de la familia Thamnophilidae perteneciente al numeroso género Thamnophilus. Es nativo de Sudamérica.

## Distribución y hábitat
Se distribuye en el este y sur de Venezuela, Guyana, Surinam, Guayana francesa, y en Brasil, únicamente al norte del río Amazonas y este del río Negro, hacia el este hasta la desembocadura del Amazonas. Hay una población separada en las laderas orientales de los Andes, en Colombia y oeste de Venezuela. Además existen otras dos poblaciones aisladas en las desembocaduras del río Huallaga y del río Marañón en el norte de Perú y el sur de Ecuador. La población de Perú y Ecuador a veces se considera una especie aparte denominándose batará pizarroso del Marañón o peruano (Thamnophilus leucogaster); en cuyo caso la presente especie podría denominarse batará pizarroso guayanés. Ver más detalles en Subespecies.
Esta especie es localmente común en el sotobosque de bosques caducifolios y bordes de selvas húmedas, y en matorrales, a menudo en suelos arenosos; principalmente debajo de los 1100 m de altitud, llegando hasta los 1500 m en las laderas de los tepuyes.

## Sistemática

### Descripción original
La especie T. punctatus fue descrita originalmente por el naturalista británico George Shaw en 1809, bajo el nombre científico «Lanius punctatus». La localidad tipo fue «Cayena, Guayana francesa.»

### Etimología
El nombre genérico «Thamnophilus» deriva del griego «thamnos»: arbusto y «philos»: amante; «amante de arbustos»; y el nombre de la especie «punctatus», del latín: punteado.

### Taxonomía
Forma una superespecie con el batará pizarroso de Natterer Thamnophilus stictocephalus, el batará pizarroso boliviano T. sticturus, el batará pizarroso del Planalto T. pelzelni y el batará pizarroso de Sooretama T. ambiguus; todos anteriormente considerados conespecíficos, y tradicionalmente también incluyendo al batará pizarroso occidental T. atrinucha en el clado. A todo el complejo se le denominaba simplemente como batará pizarroso.

### Subespecies
Según la clasificación del Congreso Ornitológico Internacional (IOC) (Versión 7.2, 2017) y Clements Checklist v.2016, se reconocen 4 subespecies, con su correspondiente distribución geográfica:
- Grupo politípico punctatus/interpositus:
  - Thamnophilus punctatus punctatus (Shaw, 1809) - en el este y sur de Venezuela (Amazonas, Bolívar, Sucre, Monagas, Delta Amacuro), las Guayanas y Brasil al norte del Amazonas y este del río Negro (en el noreste de Amazonas, Roraima, norte de Pará, Amapá); registros de avistamientos en el extremo oriental de la amazonia colombiana (Guainía, Vaupés) probablemente sean de esta subespecie.
  - Thamnophilus punctatus interpositus Hartert y Goodson, 1917 - en el oeste de Venezuela (Táchira, Apure, Barinas) y Colombia (Boyacá, Meta, oeste de Caquetá); en la base oriental de los Andes.
- Grupo politípico leucogaster/huallagae:
  - Thamnophilus punctatus huallagae Carriker, 1934 - en el norte de Perú, en la desembocadura del río Huallaga (San Martín).
  - Thamnophilus punctatus leucogaster Hellmayr, 1924 - en la desembocadura del río Marañón, en el sur de Ecuador (Zamora-Chinchipe) y norte de Perú (Amazonas, Cajamarca).